# (4160) Sabrina-John
(4160) Sabrina-John est un astéroïde de la ceinture principale.

## Description
(4160) Sabrina-John est un astéroïde de la ceinture principale. Il fut découvert le 3 juin 1989 à l'Observatoire Palomar par Eleanor Francis Helin. Il présente une orbite caractérisée par un demi-grand axe de 2,45 UA, une excentricité de 0,09 et une inclinaison de 5,1° par rapport à l'écliptique.

## Compléments